# Barco maltés

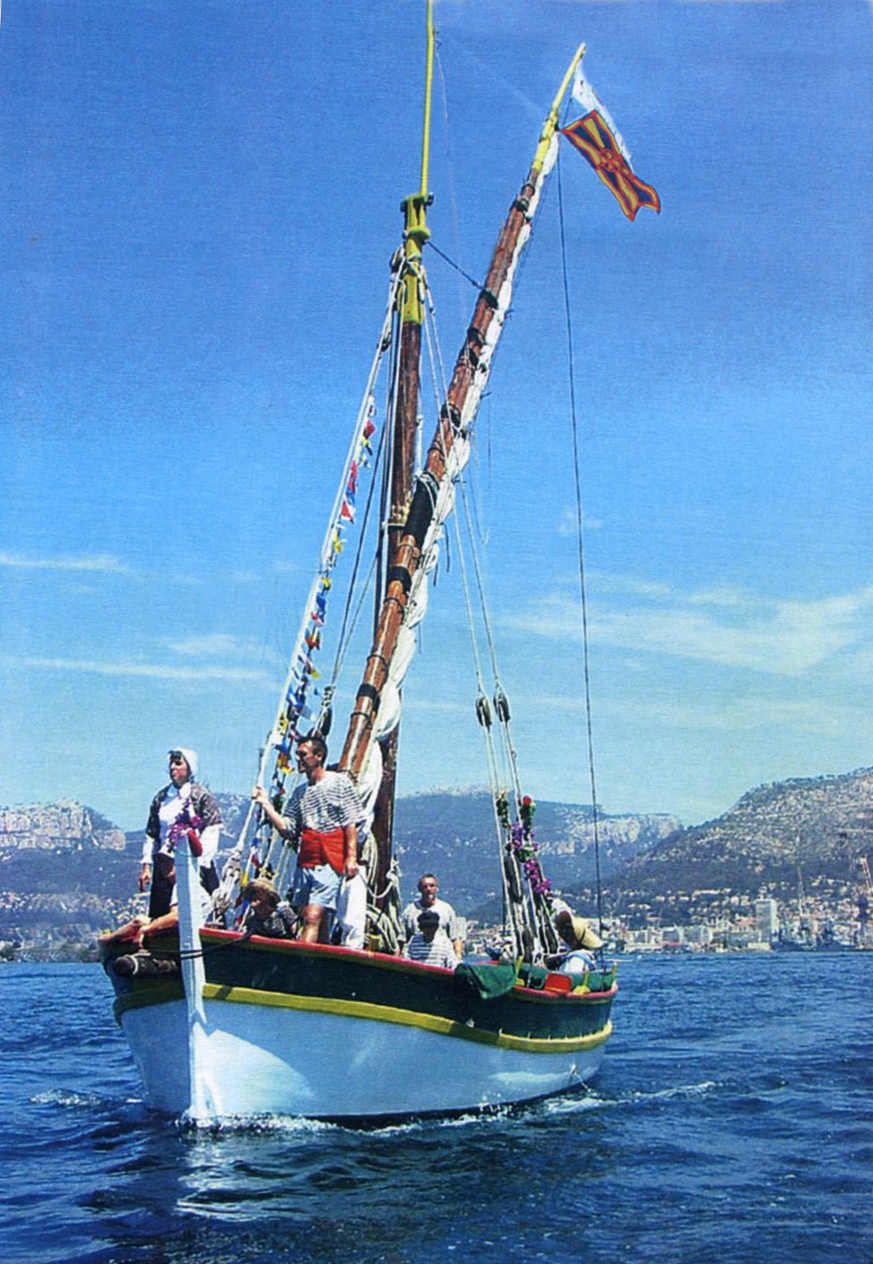
Tartana maltesa moderna

Los barcos malteses presentan características particulares que los distinguen de otros barcos que navegan en el mar Mediterráneo. Malta como archipiélago tiene una posición central entre el Mediterráneo occidental y el Mediterráneo oriental y es un país de marinos, de constructores navales y de usuarios de estos barcos, muchos de los cuales son hoy considerados como barcos típicos o tradicionales.

## Terminología
Muchos libros sobre Malta, y principalmente las guías turísticas, describen únicamente dos tipos de barcos malteses, por un lado la dgħajsa que sería un tipo de góndola folclórica, y de otro, el luzzu, un barco completamente pintado con los colores malteses típicos: verde, amarillo, morado, rojo y blanco.
En el siglo XIX el término dgħajsa era el único utilizado en maltés para decir barco, dgħajsa tat-tagħbija, barco de carga, como dgħajsa monton-sajd, barco de pesca, o incluso el dgħajsa bil-qlugħ, barco de vela, o el dgħajsa bil-mqadef, barco de remo. Al entrar en el siglo XX y todavía hoy, el término dgħajsa se aplica a un tipo muy preciso de barco: la dgħajsa tal-pass, el barco que asegura la travesía de las bahías y el transporte de turistas, y la dgħajsa tal-midalji, barco especialmente creado para la regatta. Solo algunos tipos de barcos específicos tenían entonces un nombre particular como tartana o xprunara.
Desde la llegada de la motorización náutica, es el término luzzu (barco) relativamente reciente que data de este periodo el que tiene tendencia a ser utilizado (a pesar de que los Kajjiki son más numerosos que los luzzi) para englobar bajo este nombre todos los tipos de barcos muy coloreados, aunque diferentes por la forma de su casco y su utilización. Si bien esta simplificación puede satisfacer a los turistas, no llega a contentar a los especialistas de la historia marítima y de la técnica arquitectónica naval.

## Historiografía
Hubo que esperar a la independencia del país para que los malteses tomaran conciencia de sus bienes culturales. En la década de 1990 emergió la curiosidad y la voluntad de describir y de preservar el patrimonio naval maltés. En el año 1988 se creó un comité consultivo para la fundación de un museo marítimo destinado a recoger y salvar el máximo de artefactos. Este comité fue dirigido por Stephen Borg Cardona y a continuación por Anthony Bonanno con Joseph Muscat como secretario y principal consultor. El 24 de julio de 1992 fue abierto al público el Malta Maritime Museum en las instalaciones de la Naval Bakery británica (horno de pan marítimo) que habían sido construidas entre 1842 y 1845 en el mismo lugar donde estaba el arsenal de las galeras de la Orden de San-Juan de Jerusalén.
En 1999 se emprendió el primer estudio maltés sobre su patrimonio naval. Este estudio, más bien histórico, contó con Joseph Muscat The Dgħajsa and Other Traditional Maltese Boats y se publicó en la prestigiosa colección de la Fondazzjoni Patrinonju Malti (Fundación del patrimonio maltés). El año 2000, otro estudio, mucho más técnico, fue publicado por Carmel Pulè, Qxur, Biċċiet, y Opri tal-Baħar en la colección « Sensiela Kullana Kulturali », de la enciclopedia maltesa, de las Pubblikazzjonijiet Indipendenza. Desde esta fecha Joseph Muscat ha publicado una docena de monografías sobre los diferentes tipos de barcos malteses, la vida en las galeras, los puertos o los arsenales de Malta. El año 2008, Joseph Muscat publicó su gran estudio histórico Sails Round Malta – Caracterizas of Sea Vessels 1600BC-1900AD ea Pubblikazzjonijiet Indipendenza.
Paralelamente un segundo campo de investigación se abrió el estudio de la potencia marítima de la Orden de San-Juan de Jerusalén y de sus barcos. Fue el capitán Joseph M. Wismayer quien publicó en 1997 The Fleet of the Order of St John, 1530-1798. El año 2000, Joseph Muscat publicó -Flotta Tu' San Ġwann en la enciclopedia maltesa Kullana y en 2002 con Andrew Cuschieri Naval Activities of the Knights of St John, 1530-1798 en la colección «Maltese Social Studies» de Midsea Books.
Finalmente el Comercio Marítimo Maltés y sus medios se han hecho cargo de algunos estudios malteses como Corsairing to Comercia – Maltese Merchants in XVIII Century Spai de Carmel Vassallo y The Maltese Merchant Fleet of the 19th Century de Joseph Abela.

## Historia y barcos antiguos
Sin remontar la historia como Joseph Muscat a los barcos egipcios, cretenses, fenicios y cartagineses, griegos y romanos o árabes que están ligados con estas diferentes culturas más que con la cultura maltesa, la tipología de los barcos malteses empieza de hecho con los barcos construidos en Malta por la Orden de San Juan de Jerusalén. 
Expulsada de Tierra Santa y más tarde de Rodas en 1523, la Orden anduvo errante por el Mediterráneo antes de asentarse en 1530 en el archipiélago de Malta cedido por Carlos I. Los barcos de la Orden eran entonces las galeras (Galjott en maltés), las carracas, los galeones y los pataches.
En el siglo XVII el desarrollo de las caravanas hospitalarias y de los raids barbarescos favoreció la aparición de nuevos tipos de barcos como las falucas (feluga en maltés), los caïques (kajjik en maltés), los jabeques (xabek en maltés).
En el siglo XVIII la marina maltesa se puso al nivel de las marinas europeas con los bergantines y las fragatas. y a partir de este periodo, los barcos malteses empezaron a diferenciarse de la competencia.

## Barcos tradicionales

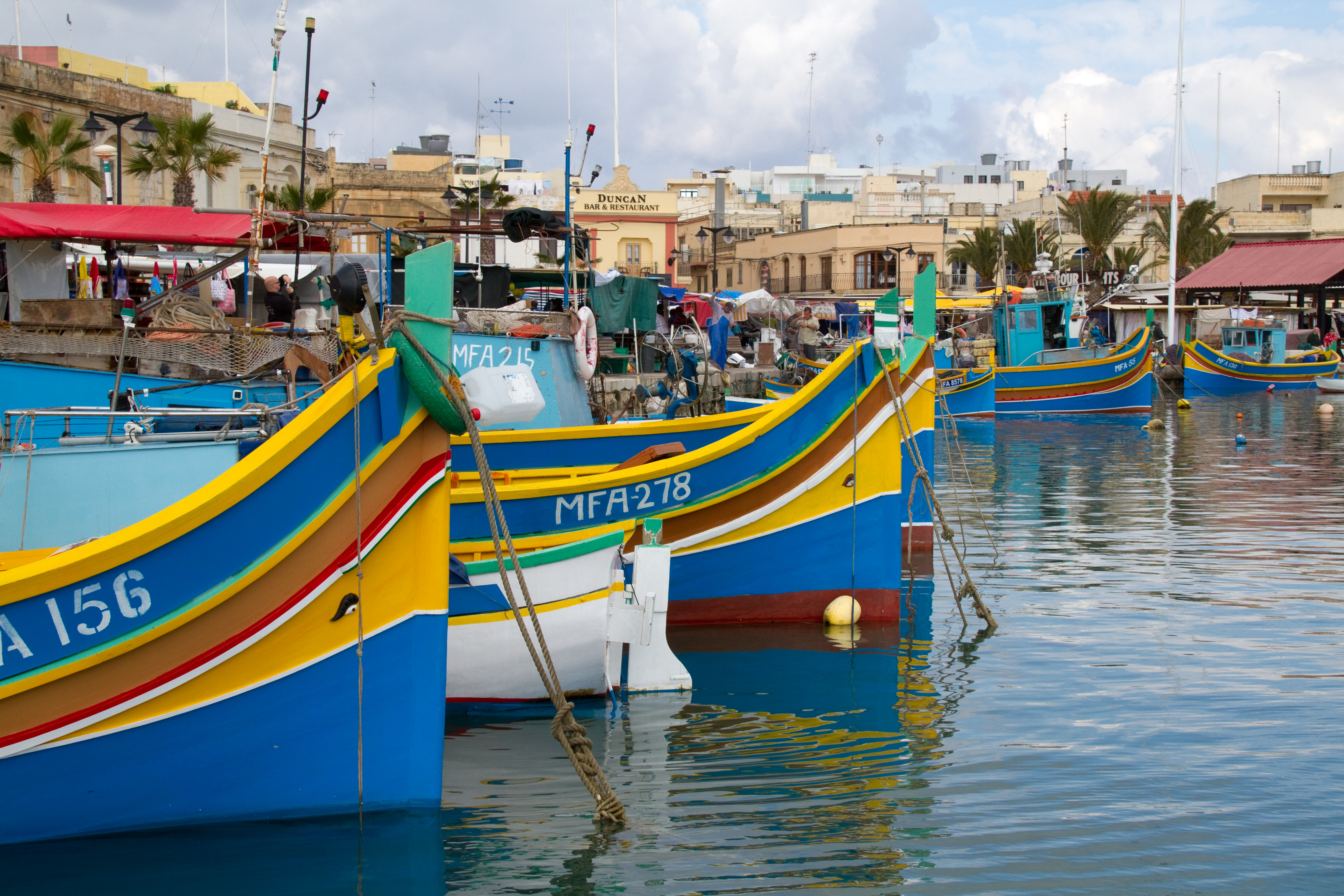
Barcos malteses de pesca

### Barcos tradicionales antiguos
Es en el siglo XVII y sobre todo a comienzo del XVIII, cuando los barcos del archipiélago tomarán características típicamente maltesas evolucionando de forma diferente a los otros barcos mediterráneos en principio con la tartana maltesa que es un tipo particular de barco, basada en la tartana clásica.
Pero fue sobre todo con la xprunara, el primer barco verdaderamente maltés, del que los barcos usados en el archipiélago tomaron ese carácter típico hoy tan identificable. Todos estos barcos forman parte de la gran familia de barcos puntiagudos como la barca catalana, la gourse provençale, el gozo italiano o siciliano y la faluca de las costas de África y otros lugares.
Estos barcos puntiagudos tenían la ventaja de navegar bien tanto a remo como a vela, (vela latina con percha). La navegación a remo de pie mirando de frente hacia proa, fue aparentemente muy empleada por los marineros malteses, que hasta la aparición de la motorización náutica practicaron mucho este modo de propulsión para la pesca costera en detrimento de la vela.

#### Tartana
Al principio la Orden de San-Juan de Jerusalén utilizaba tartanas como barco de apoyo de las galeras ; transportaban armas y provisiones para estas. en los siglos siguientes, las tartanes fueron tomando importancia en la lucha contra la flota berberisca.
La tartana maltesa, tal como está representada en una acuarela, conservada en el Malta Maritime Museum difiere un poco de la tradicional tartana mediterránea: es un bergantín de tres palos aparejados con velas latinas. Esta adaptación maltesa era seguramente necesaria para la disminución de la tripulación para la maniobra, aparte de remontar mejor el viento empleando un aparejo de vela latina.

#### Xprunara
Los historiadores que han estudiado los barcos de Malta ven la xprunara como el primer barco de diseño y uso típicamente malteses. Un primer documento escrito se remonta al 1576, y más tarde aparece en 1614, 1618 y 1663, la primera iconografía data de 1740 sobre un exvoto del santuario de Tal-Hierba en Birkirkara. Este tipo de barco se caracteriza por la utilización conjunta de un "capian" y de una prominencia por delante de la roda, el xprun —que da su nombre al barco—, recuerda el botalón del bergantín o de la tartana. La xprunara se construyó primero en Sicilia y a continuación en Italia bajo el nombre de speronara antes de encontrar esta prominencia, bajo el nombre de "groin de porc" que da su nombre a un barco del Languedoc, el "morro de cerdo".
El que es propio a la xprunara es su sistema propulsor, un palo muy inclinado con una o dos perchas permitiendo sostener una o dos velas (tarkija) según la fuerza y la dirección del viento. Este velamen evolucionará hacia una vela latina para dar nacimiento a la firilla. La xprunara permitía el transporte de pasajeros aparte del de mercancías, con el puente que daba abrigo a estos pasajeros (tinda tal paseġġieri). La xprunara hacía una navegación de cabotaje, remontando primero la península itálica, luego toda la parte norte mediterránea y el este peninsular hasta el estrecho de Gibraltar y seguramente hasta Portugal. La xprunara fue considerada como uno de los barcos más rápidos de su tiempo.
La xprunara caerá en desuso y desaparecerá en el siglo XIX.

#### Firilla
Es en los puertos de las tres Ciudades, Birgu, Bormla y Senglea donde se menciona en 1601 por primera vez un barco (dgħajsa) que atravesaba el Gran Puerto a remo para transportar pasajeros, esta escena fue reproducida por Willem Schelling en 1664 en los dibujos de sus viajes. Este barco tiene todas las características de la xprunara pero con unas dimensiones muy inferiores, es el origen de la dgħajsa tal-pass (ver más abajo). Este mismo tipo de barco, de remos, utilizado para la pesca es el origen de la firilla que navegaba también a vela.
Aunque su medida es más reducida, lo que distingue principalmente la firilla de la xprunara es la forma del puente: el arrufo del tamburett tal-pruwa (puente de proa) sigue la tappiera del francobordo que se levanta sobre la parte delantera constituyendo la base general del puente. La firilla también aprovechó, como la xprunara, la transformación de la vela hacia la vela latina.
Para el resto de características típicas de los barcos malteses: zokk (capian), tappiera (carlinga), falka (fragua) y oculus (ojo),  están muy presentes en la firilla. Al principio cada familia de pescadores tenía su pintura de casco personal mezclando algunos colores vivos. Se superponía a esta decoración personal la pintura del mustaċċ (bigote) delante del barco, allá donde se encuentra el ojo, siguiendo un código de colores que permitía identificar el puerto de origen; estas prácticas son el origen de los colores tan típicos de los barcos malteses.
La firilla sobrevivió muy mal la llegada de la motorización de los barcos a comienzos del siglo XX y los escasos ejemplares que existen todavía hoy son todos a motor; no hay más que observar la forma del puente para poder distinguir las antiguas firilli de los nuevos luzzijiet.

#### Dgħajsa tu' Għawdex
Hacía falta un barco fuerte, capaz de navegar con tiempo bueno o malo y fácilmente maniobrable, por ese motivo se adoptó un aparejo de vela latina con dos palos. De este tipo de vela viene su otro nombre: dgħajsa tal-latini.

### Barcos tradicionales contemporáneos
- Bimbu
- Dgħajsa
- Frejgatina
- Kajjik (Caïque)
- Luzzu

## Barcos actuales
Aunque el pabellón maltés es el uno de los más importantes del mundo, no se han tenido en cuenta en este artículo, ni los barcos mercantes, ni los de crucero o de placer, ni tampoco los barcos militares de las fuerzas armadas maltesas, dado que son barcos que no tienen un carácter típicamente maltés.

### Barcos de uso
- Dingi (Dinghy)
- Gikk (Yole)
- Lanxa (canot automoción)
- Xieru/Barkassa

### Barcos de pesca
- MPV - Multi Purpose Vessel (Navío de pesca)
- Trabakklu (Chalutier)
- Tunnara (Thonier)

### Barcos de deporte
- Dgħajsa tal-Midalji
- Dgħajsa tal-Pass
- Frejgatina
- Kajjik